# Kukuška (Oper)
Kukuška ist ein Lyrisches Drama in drei Aufzügen des Komponisten Franz Lehár mit Text von Felix Falzari (pseudonym für Hans Hoffmann) nach den Büchern des amerikanischen Journalisten und Forschungsreisenden George Kennan über seine sechs Jahre in Sibirien. Die Uraufführung des Stückes Kukuška (russisch für Kuckuck) fand am 27. November 1896 unter der Direktion von Max Staegemann im Stadttheater Leipzig ohne großen Erfolg statt.
Das Werk in der überarbeiteten Fassung Tatjana mit Änderungen im Libretto durch Max Kalbeck. Es wurde am 10. Februar 1905 am Deutschen Stadttheater in Brünn uraufgeführt.

## Hintergrund
Lehár vertonte das Libretto in nur zehn Monaten, sodass der Klavierauszug im Mai 1895 fertiggestellt wurde. Für die Instrumentation des Stückes nutze der Komponist das ihm in seiner Rolle als Marinekapellmeister zur Verfügung stehende Orchester der k.u.k. Marinesektion in Pula. Der Wiener Verlag Hofbauer übernahm den Druck der Partitur und nahm Einfluss, sodass die Oper am Stadttheater Leipzig aufgeführt wurde. Die Uraufführung fand unter dem Dirigat von Karl Panzner, der Regie von Albert Goldberg und Bühnenbild von Robert Kautsky statt. In den Hauptrollen waren Richard Merkel (als Alexis), Paula Doenges (als Anuška) und Hans Schütz (als Saša) zu hören.

## Handlung

### Erster Aufzug
Die Szene findet am Ufer der Wolga in der Nähe von Kasan statt. Das rechte Ufer verläuft schräg über die Bühne und fällt sanft zum Fluss ab. In der Ferne sieht man das linke Ufer, das von dichten Birkenbäumen bedeckt ist. Ihre Kronen ragen über den leichten Nebel, der über dem Fluss liegt. Mehrere Nebenarme des Flusses schneiden in das linke Ufer ein, und man kann bunt bemalte Fischerhäuser aus Holz sehen. Ein Haus ist rot mit einem grauen Dach, ein anderes ist braun mit einem blauen Dach, und wieder ein anderes hat ein glänzendes Metalldach. Ein weiteres Haus ist aus Schilf gebaut und ruht auf vier Pfählen direkt am Wasser.
Im Vordergrund auf der linken Seite der Bühne stehen mächtige Schilfrohrbüschel und ein kleines Strohdachhaus, das der alte Sergei bewohnt. Im Hintergrund gibt es eine Hürde für Kosakenpferde und am Ufer sind Pfähle eingerammt, an denen Fischernetze hängen.
Ganz im Hintergrund verliert sich der Fluss zwischen Birkenhainen und niedrigen, bewaldeten Hügeln. Man kann schemenhaft eine kleine, flache Insel erkennen, auf der eine russische Kapelle steht. Die hellgrüne Kuppel ihres Glockenturms spiegelt sich im Fluss.
Die Szene spielt am Morgen kurz vor Sonnenaufgang. Das gesamte Bild liegt in majestätischer Ruhe, und man hört nur das Rauschen der Wolga.

### Zweiter Aufzug
Die zweite Szene der Oper spielt in den Goldminen von Kara. Die Kulisse zeigt eine riesige Felswand, die fast zwei Drittel der Bühnenhöhe einnimmt. Auf der linken Seite gibt es eine höhlenartige Vertiefung, von der aus man einen Schacht sieht, der sich in die Tiefe erstreckt. Ein Teil des Schachteingangs bildet eine große, geräumige Höhle, deren Decke teilweise von einem Balkengerüst gestützt wird.
Auf der rechten Seite der Felswand gibt es eine sanfte Böschung, die mit Quarzgeröll bedeckt ist und zum Ufer der Kara führt (das man allerdings nicht sieht). Der obere Teil der Felswand ist von einem wunderschönen Wald bedeckt, der im vollen Laubschmuck steht.
Die gesamte Szenerie hat den Zauber der Goldminen, der durch das blendend weiße Gestein der Brüche entsteht, in dem unzählige Quarzkristalle glitzern. An einigen Stellen ist das Gestein auch mit Farnkraut bedeckt.

### Dritter Aufzug
Die dritte Szene der Oper spielt auf einer Wiese nahe dem Ort Kara, die von einer Straße durchquert wird. Auf beiden Seiten der Straße gibt es Abgrenzungssteine. Im Vordergrund auf der linken Seite steht ein russisches Bauernhaus mit einem kleinen Garten an der Straße, und rechts befinden sich kleinere und größere Bauernhäuser, alle bunt und grell bemalt. Ganz nahe der Straße steht auf einem Steinpfeiler eine kleine Kapelle mit dem Bildnis des heiligen Nikolaus.
Auf der Wiese links jenseits der Straße steht ein großer Lindenbaum, hinter dem einige Kosakenselte und ein Durcheinander von schweren Wagen mit Leinwanddächern, Gewehren und Pferdegeschirren zu sehen sind. Kosaken und Liniensoldaten stehen hier oder verrichten ihre Lagerarbeiten und rüsten ihr Zeug zurecht. Sie begleiten einen Goldtransport zum Ural. Gleichzeitig wird die Ankunft eines Militärzuges erwartet, der neue Verbannte nach Kara bringt und dessen Mannschaft die oben erwähnte ablöst. Deshalb herrscht eine rege, freudige Stimmung unter den abgehenden Soldaten.
Im fernen Hintergrund erhebt sich über die Wiese ein dichter, grüner Sommerwald, und darüber die schneebedeckten Höhen der Berge. Rechts jenseits der Straße ist eine Soldatengruppe sichtbar, die kocht, eine andere tauscht Waffen aus und kauft Geräte von Händlern.